# Station Seaton Carew
Seaton Carew is een spoorwegstation van National Rail in Hartlepool in Engeland. Het station is eigendom van Network Rail en wordt beheerd door Northern Rail.